# Gran Premio motociclistico di Germania 1953
Il Gran Premio motociclistico di Germania fu il quarto appuntamento del motomondiale 1953.
Si svolse il 19 luglio 1953 sullo Schottenring alla presenza di oltre 200.000 spettatori. Erano in programma le gare di 125, 250, 350 e 500, ma le gare delle grosse cilindrate non furono considerate valide per il campionato a causa delle pessime condizioni del manto stradale, che avevano spinto Norton, AJS, Gilera e Moto Guzzi a ritirare dalla gara le loro squadre. (la 350 fu vinta da Carlo Bandirola su MV Agusta, la 500 da Walter Zeller su BMW).
In 250, vittoria per la NSU di Werner Haas, secondo in 125 dietro a Carlo Ubbiali. Ritirato nella gara della 125 il Campione del mondo in carica della categoria Cecil Sandford, uscito di strada.

## Classe 250

### Arrivati al traguardo
| Pos | Pilota          | Moto       | Tempo        | Punti |
| --- | --------------- | ---------- | ------------ | ----- |
| 1   | Werner Haas     | NSU        | 1h 12' 30" 4 | 8     |
| 2   | Alano Montanari | Moto Guzzi | +42" 4       | 6     |
| 3   | August Hobl     | DKW        | +49" 9       | 4     |
| 4   | Walter Reichert | NSU        |              | 3     |
| 5   | Otto Daiker     | NSU        |              | 2     |
| 6   | Rupert Hollaus  | Moto Guzzi |              | 1     |

## Classe 125

### Arrivati al traguardo
| Pos | Pilota          | Moto      | Tempo        | Punti |
| --- | --------------- | --------- | ------------ | ----- |
| 1   | Carlo Ubbiali   | MV Agusta | 1h 00' 34" 7 | 8     |
| 2   | Werner Haas     | NSU       | +1" 7        | 6     |
| 3   | Otto Daiker     | NSU       | +23" 2       | 4     |
| 4   | Angelo Copeta   | MV Agusta | +1' 32" 1    | 3     |
| 5   | Walter Reichert | NSU       | +2' 36" 7    | 2     |
| 6   | Karl Lottes     | MV Agusta | +3' 02" 4    | 1     |

## Fonti e bibliografia
- Corriere dello Sport, 20 luglio 1953, pag. 4.